# 五里店街道 (重庆市)
五里店街道，是中华人民共和国重庆市江北區下辖的一个乡镇级行政单位。

## 行政区划
五里店街道下辖以下地区：
刘家台社区、黎明社区、五里店社区、万丰社区、富强社区、雨花社区、劳动社区、平安社区、工校社区、红土地社区、渝能阳光社区和五里店村。

## 交通
- 五里店站